# El Pueblo de Los Ángeles Historical Monument

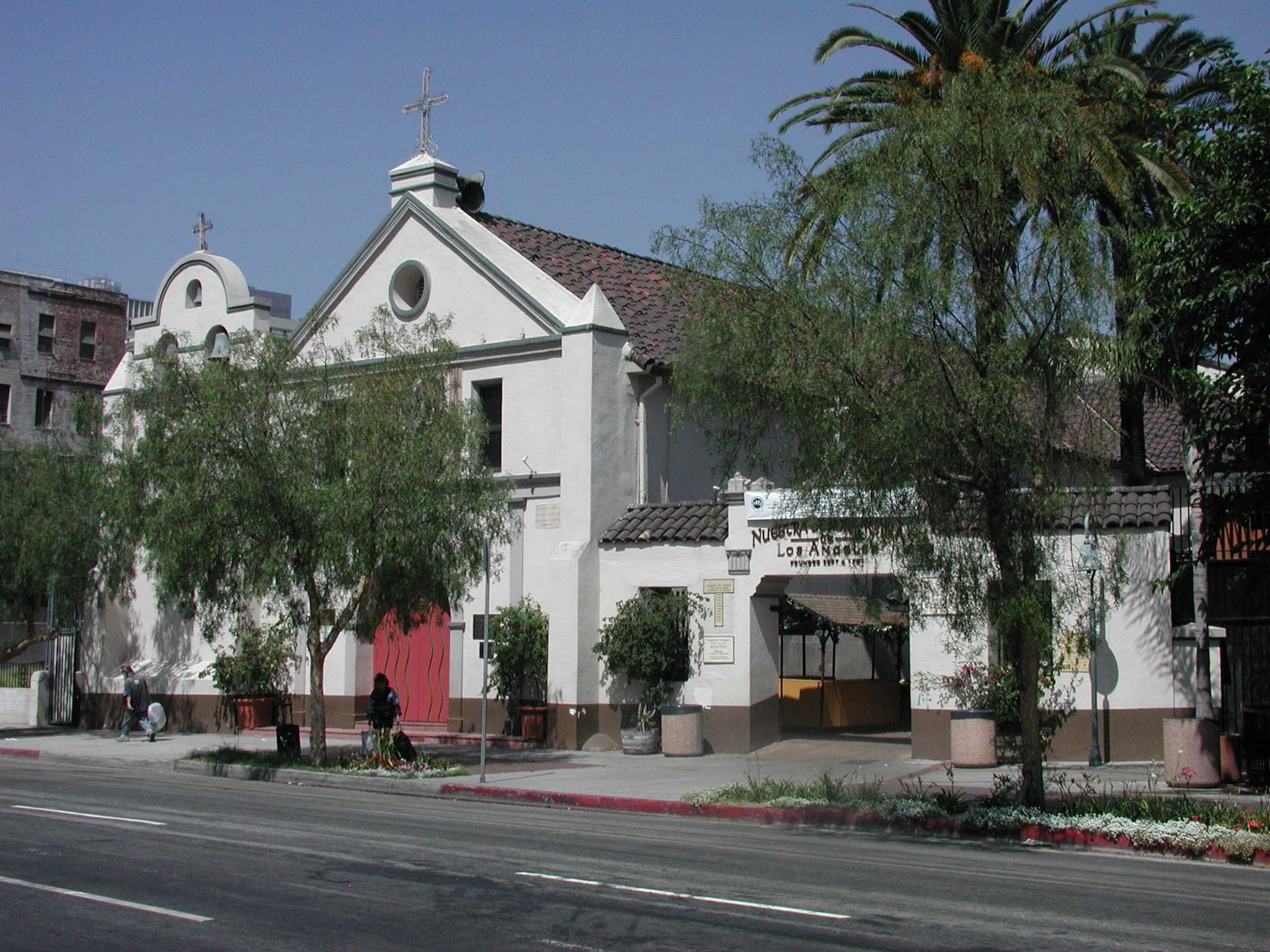
Chiesa La Placita

El Pueblo de Los Ángeles Historical Monument (conosciuto anche come Los Angeles Plaza Historic District e formalmente El Pueblo de Los Ángeles State Historic Park) è un distretto storico che si trova nella sezione più vecchia della Downtown della città di Los Angeles.
Il quartiere, che ha il suo centro nella Los Angeles Plaza, è stato il centro della città sia sotto il dominio spagnolo (1781-1821), che sotto quello messicano (1821-1847) che quello statunitense per gran parte del diciannovesimo secolo.
Il parco di 44 acri è stato designato State Historic monument nel 1953 e successivamente National Register of Historic Places nel 1972.

## Storia

### La fondazione del Pueblo

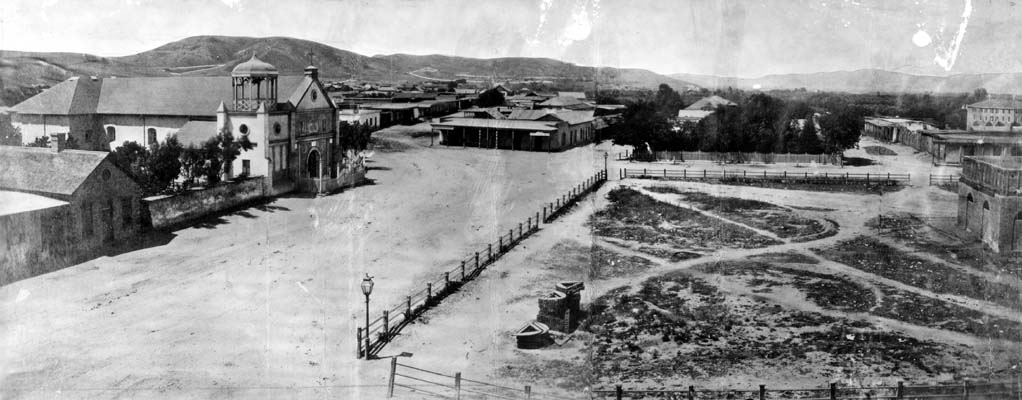
La Plaza nel 1869

Una placca posta sulla Old Plaza commemora la fondazione della città. La scritta che vi è incisa sopra recita che "Il 4 settembre 1781, 11 famiglie di pobladores (44 persone inclusi i bambini) arrivarono in questo luogo dal golfo della California per fondare un pueblo". 
Quello stesso pueblo sarebbe divenuto in seguito la Città di Los Angeles.
La colonizzazione, ordinata da Carlo III di Spagna, avvenne sotto la direzione del governatore Felipe de Neve e la piccola città assunse il nome di El Pueblo de Nuestra Señora Reina de los Ángeles sobre El Rio Porciúncula (in inglese Town of Our Lady Queen of the Angels on the Porciuncula River).

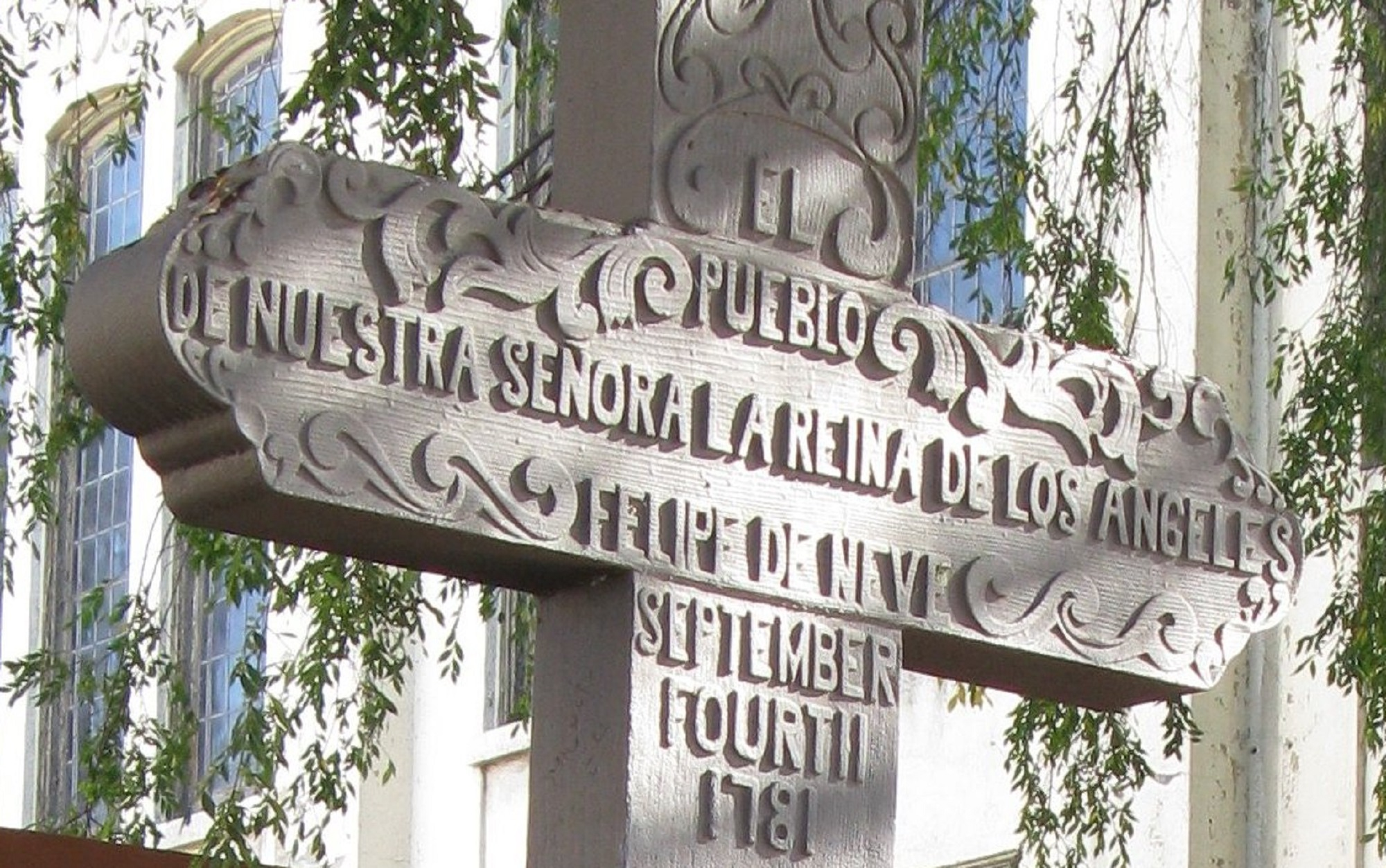
L'iscrizione recita "EL PUEBLO DE NUESTRA SEÑORA LA REINA DE LOS ÁNGELES FELIPE DE NEVE SEPTEMBER FOURTH 1781"

Il pueblo originale venne costruito a sud est della attuale piazza lungo il fiume Los Angeles. 
Nel 1815 tuttavia un'alluvione spazzò via il pueblo originale che così venne ricostruito più lontano dal fiume e nella posizione della attuale piazza.

### La crescita del pueblo
Durante i suoi primi 70 anni il pueblo crebbe lentamente passando dai 44 abitanti del 1781 fino ai 1615 del 1850. 
Durante questo periodo la Plaza Historic District era il centro commerciale e sociale della città.
Nel 1850, poco dopo che la California divenne parte degli Stati Uniti, Los Angeles venne incorporata come città.
Subì un boom demografico negli anni 1880 e 1890 quando la sua popolazione crebbe da 11 200 abitanti nel 1880 fino a raggiungere le 50 400 unità nel 1890 e le 102500 nel 1900.
Con la crescita il centro commerciale e culturale iniziò a spostarsi a sud della piazza lungo la Spring Street e la Main Street.

## Preservazione come parco storico

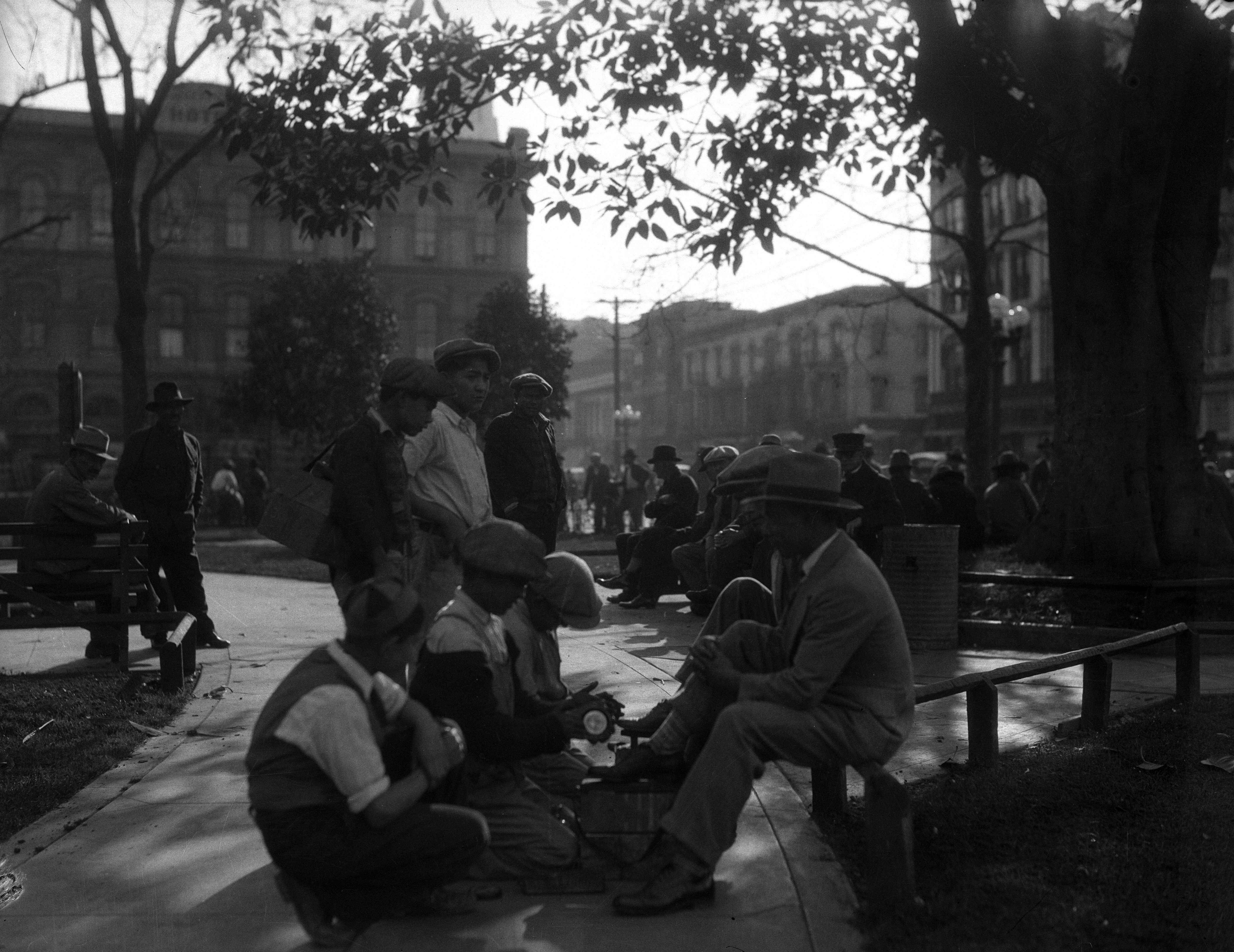
La Old Plaza, 1930 circa

I 44 acri che circondano la Plaza e che costituivano il vecchio pueblo sono preservati come parco storico il quale ha i suoi confini approssimativamente tra le strade Spring, Macy, Alameda e Arcadia e il Cesar Chavez Boulevard (formalmente Sunset Boulevard).
Sono presenti un centro visitatori all'interno della Sepúlveda House e un'organizzazione di volontariato conosciuta come Las Angelitas del Pueblo la quale offre dei tour del quartiere.
Il distretto comprende l'insieme delle strutture storiche più vecchie della piazza. 
Tra gli edifici di importanza storica vi sono la chiesa La Iglesia de Nuestra Señora la Reina de los Ángeles del 1822, l'Avila Adobe del 1818 (la residenza più antica della città), il mercato di Olvera Street, la Pico House del 1870 e la OldPlaza Fire Station del 1884.
Quattro di questi edifici sono stati ristrutturati e sono oggi adibiti a museo.
Scavi archeologici nella zona del pueblo hanno riportato alla luce manufatti risalenti al periodo indigeno (prima del 1781), al periodo coloniale spagnolo (1781-1821), all'epoca messicana (1821-1847) ed al primo secolo dell'epoca americana (1850-1940).
Il quartiere è stato designato State Museum nel 1953 ed è elencato tra i National Register of Historic Places nel 1972.
Tuttavia questo non è bastato a prevenire nei decenni che sono seguiti la demolizione di numerosi edifici storici e molto antichi, in particolare di quelli che una volta formavano il bordo più esterno della piazza.

## Siti principali

### La Plaza

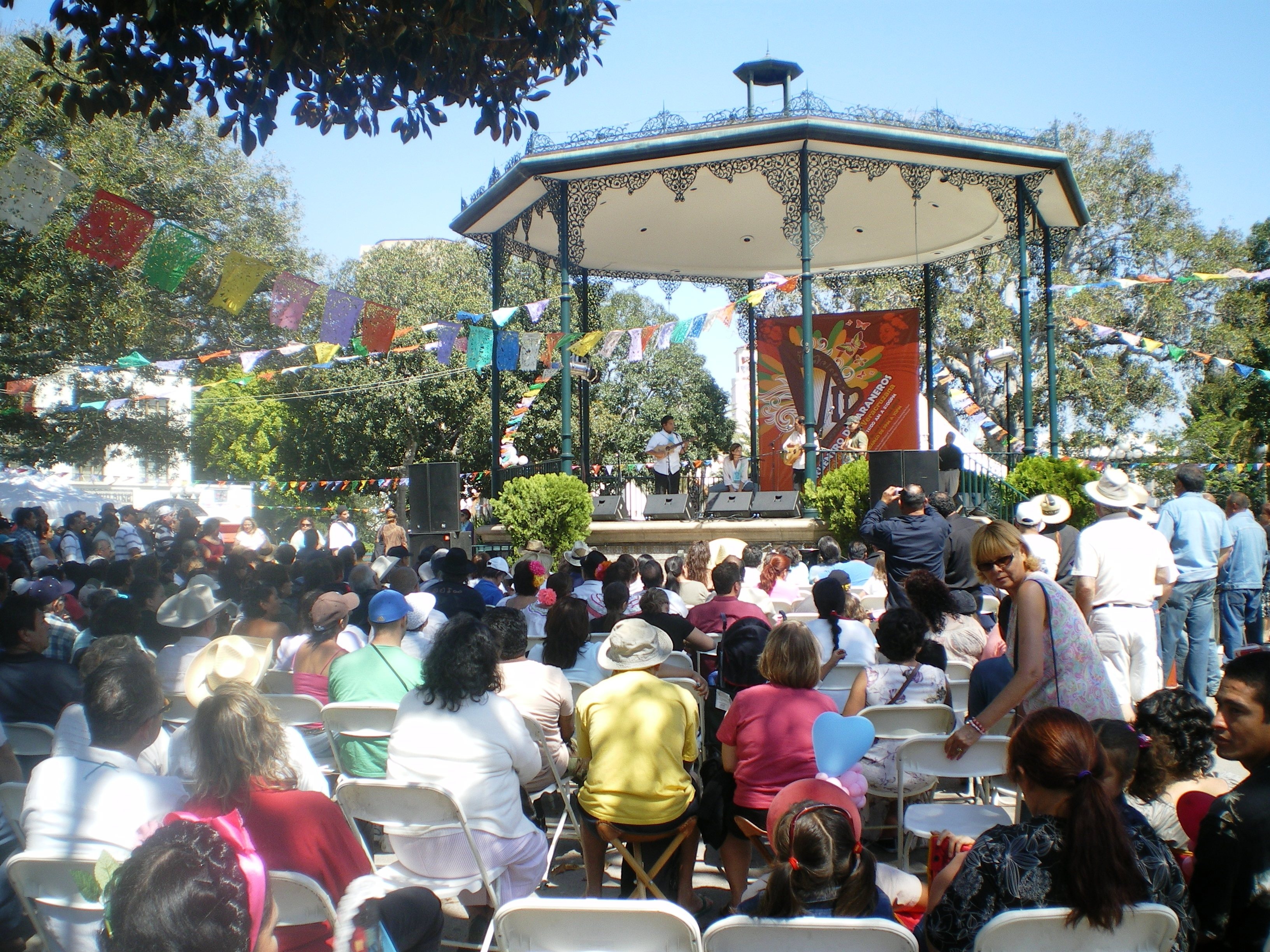
Musicisti che si esibiscono alla Plaza

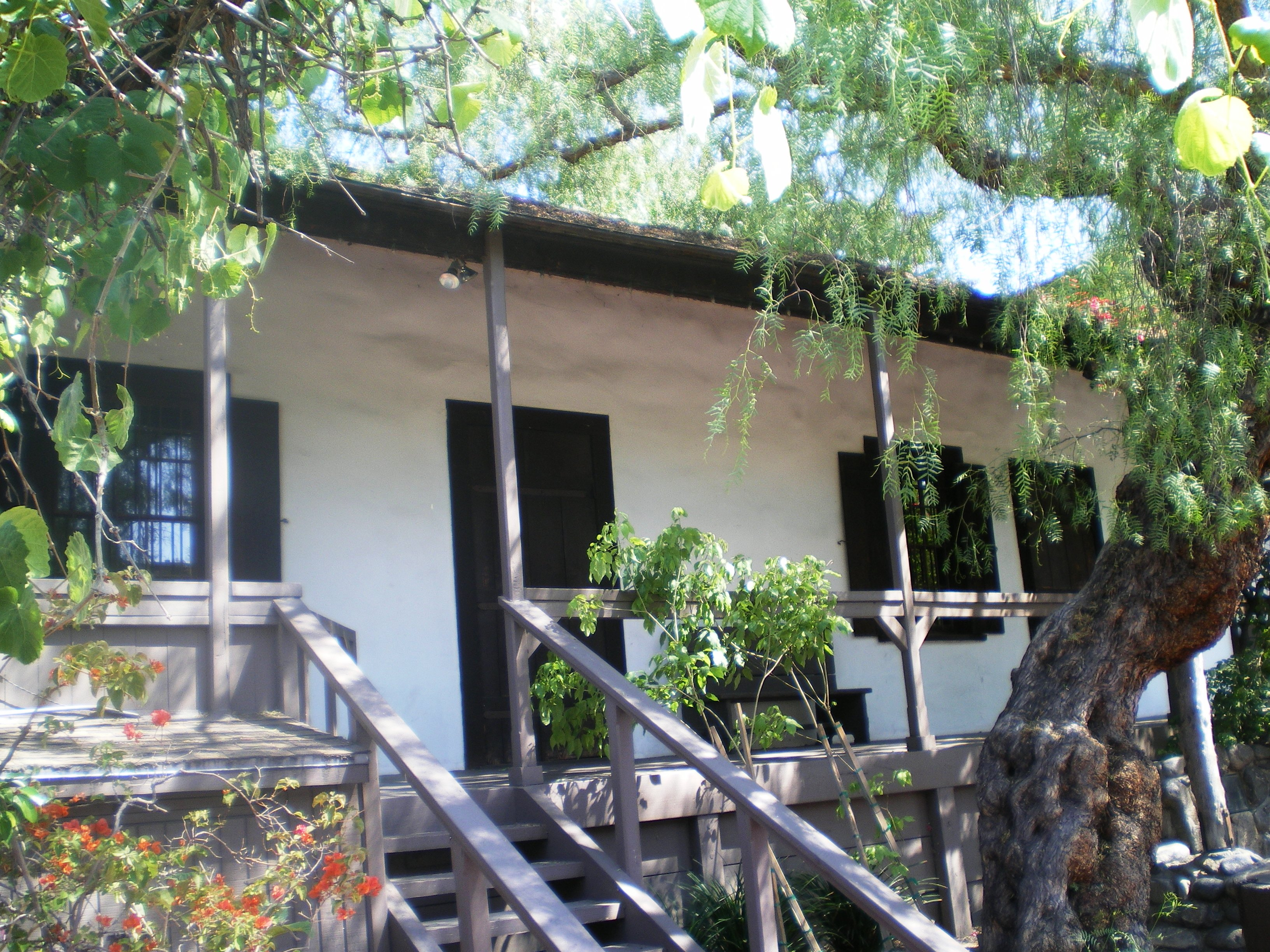
LAvila Adobe

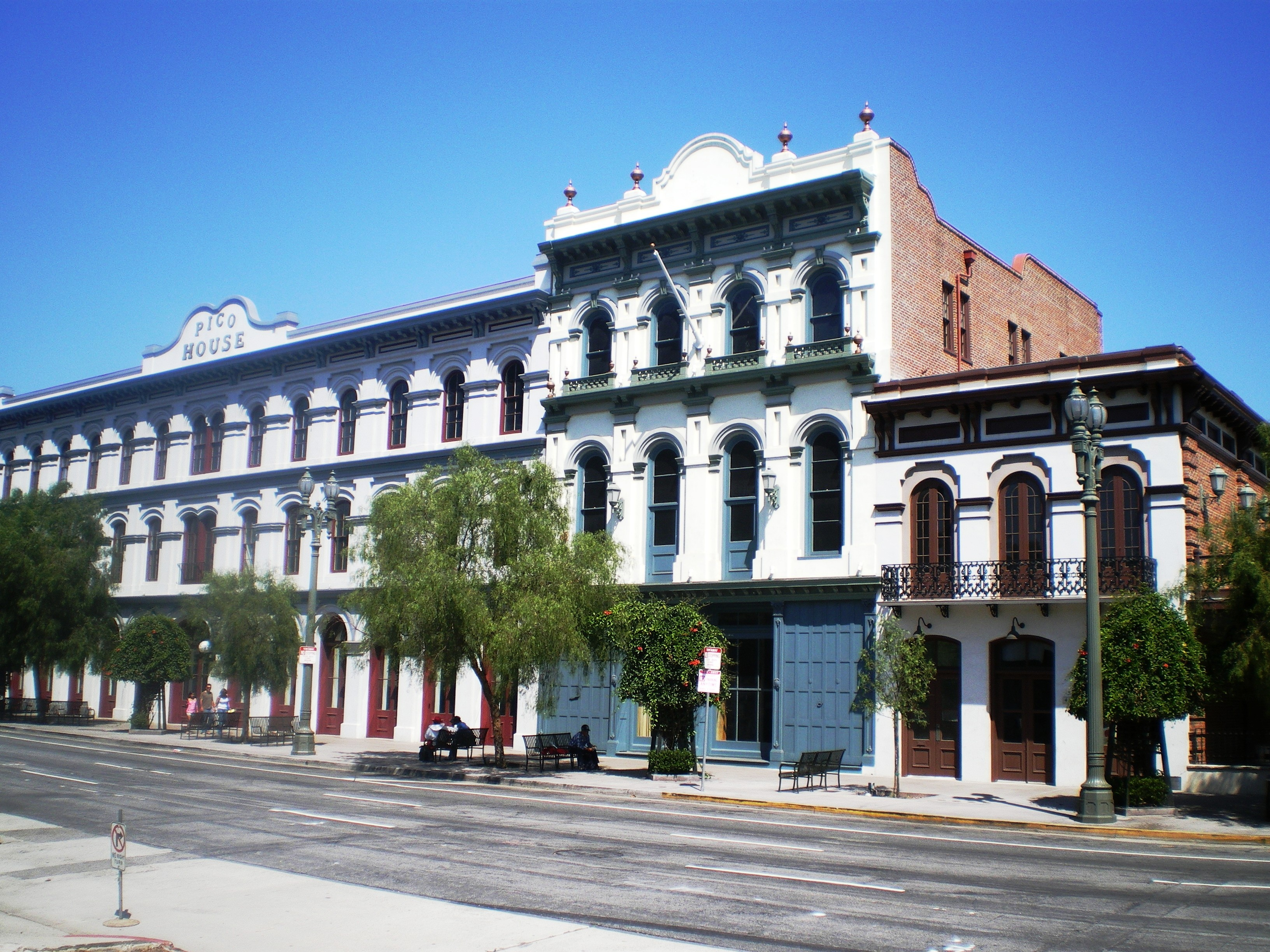
La Pico House, il Merced Theater e la Masonic Hall

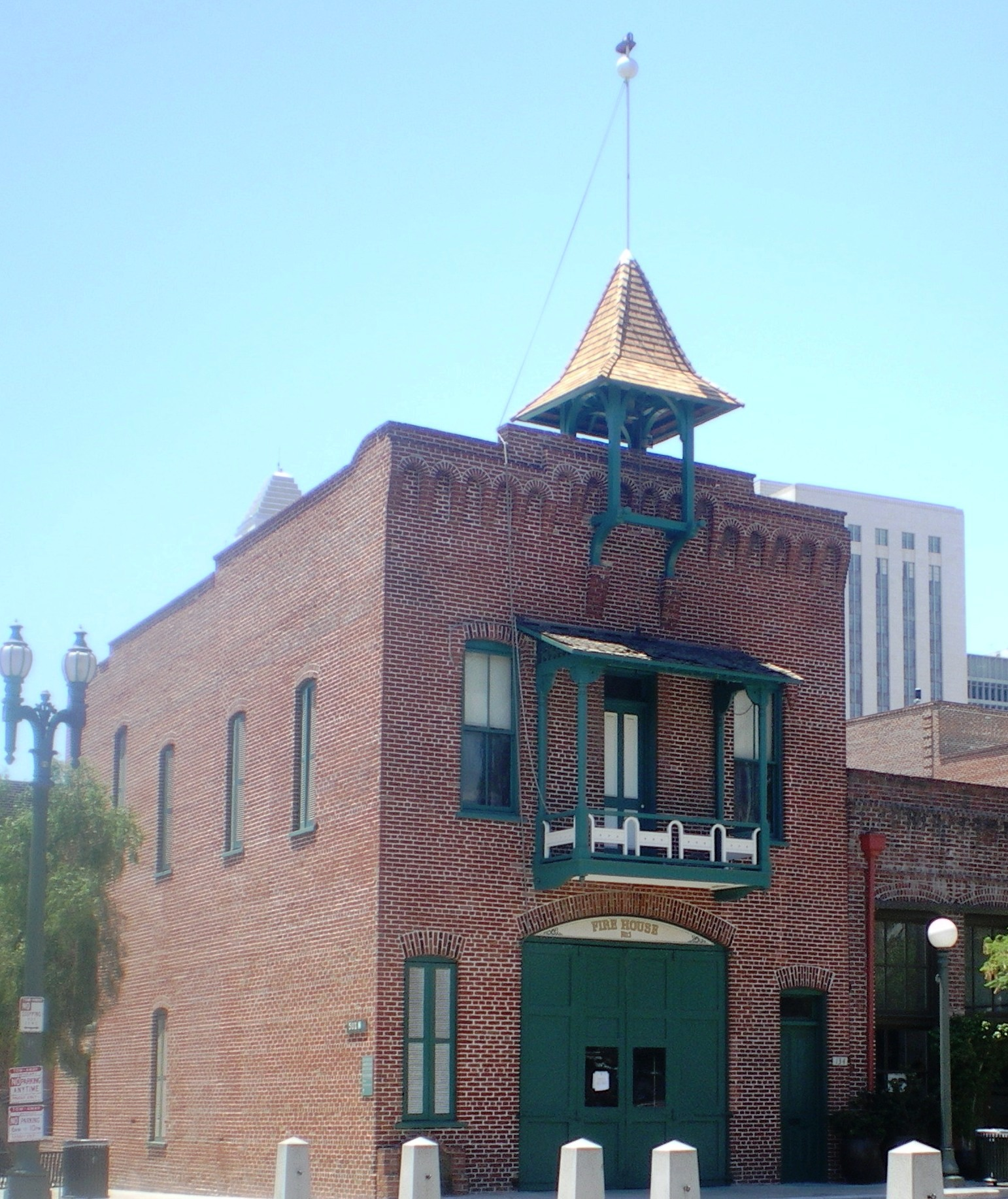
La Old Plaza Firehouse

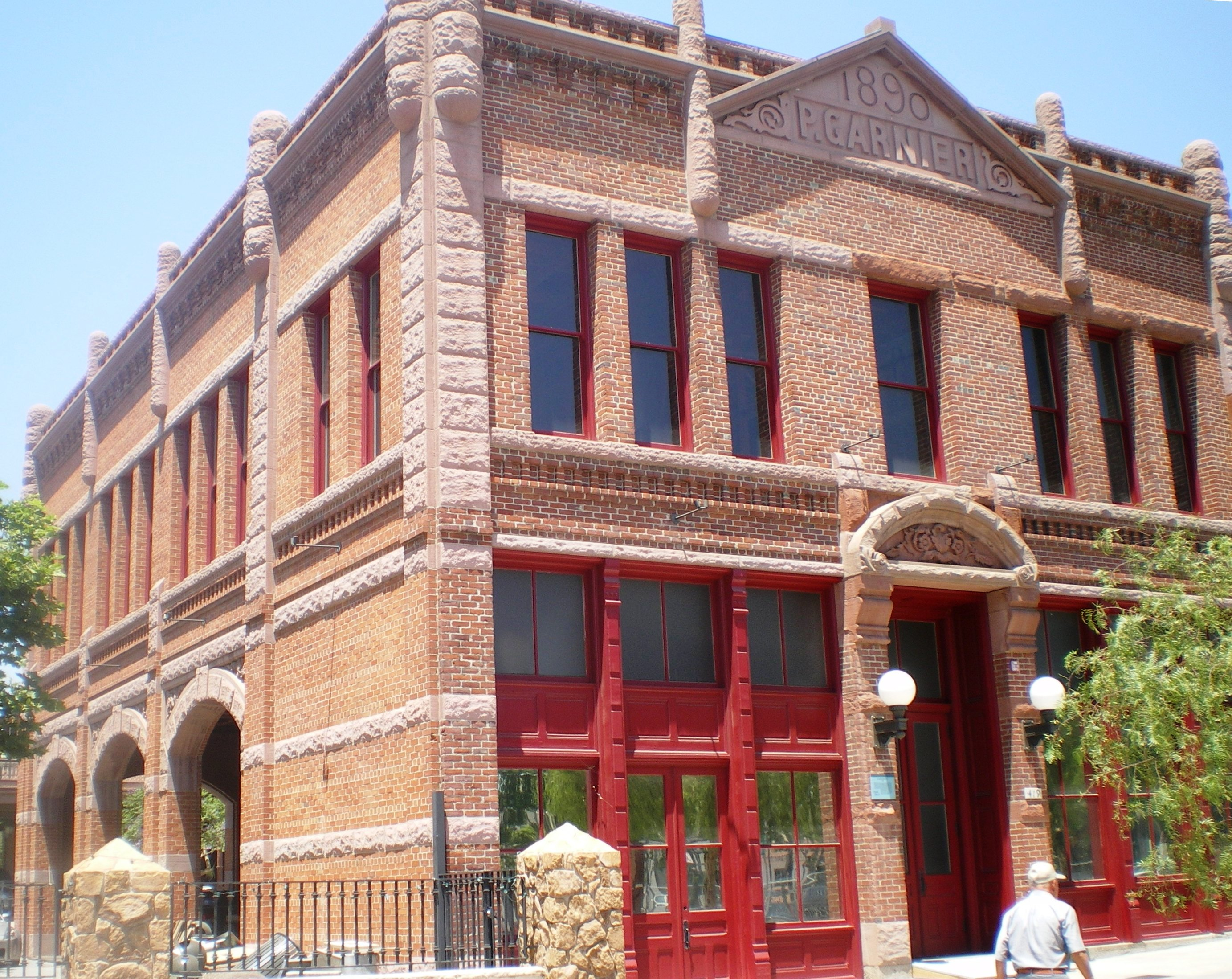
Il Garnier Building

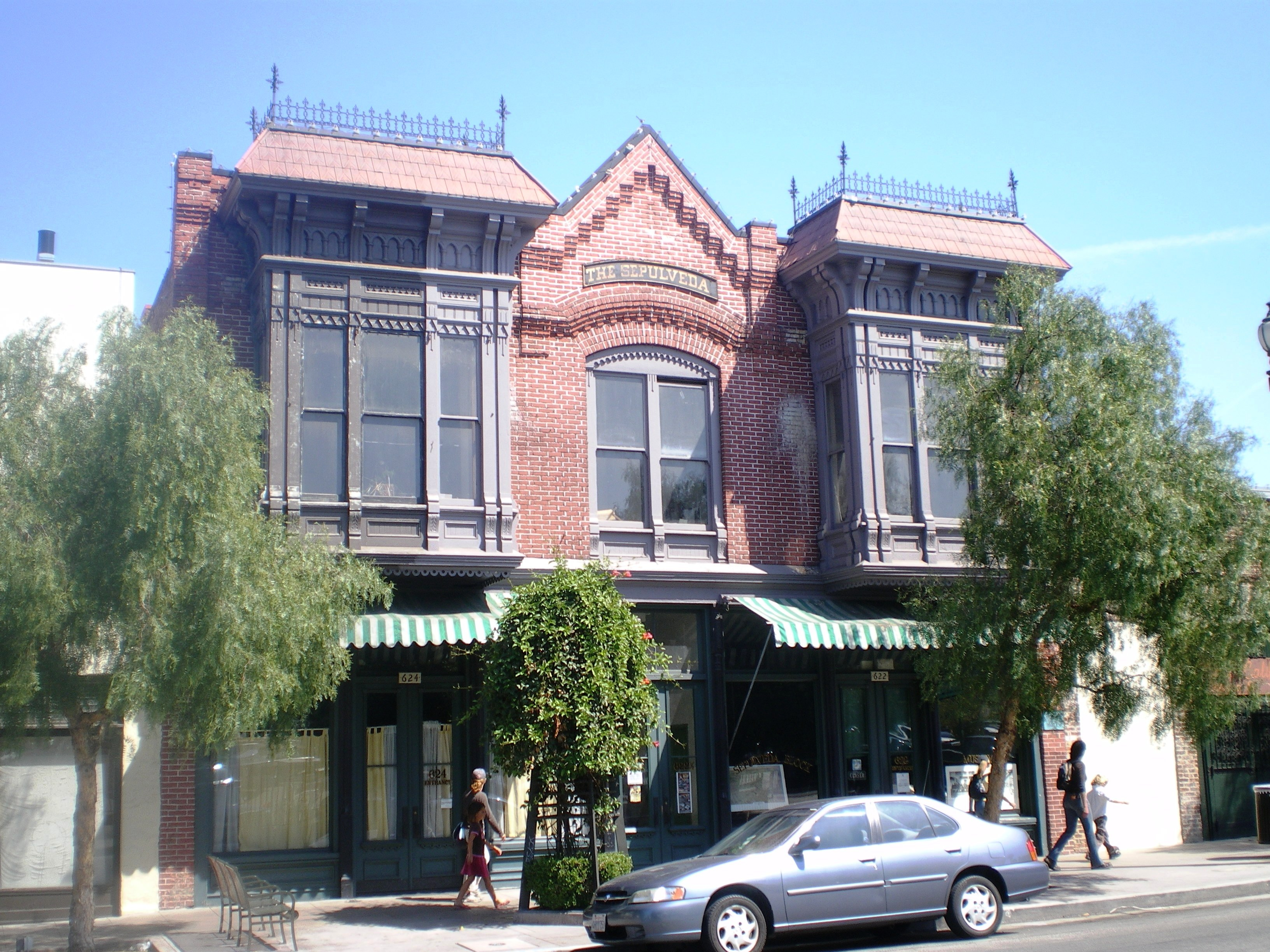
La Sepulveda House

Al centro del distretto sorge la plaza. 
Descritta come il punto focale della città ne simboleggia il luogo di nascita. 
Costruita nel decennio del 1820 la plaza era il centro sociale e commerciale e oggi ospita molti festival e celebrazioni.
Nella Plaza vi sono tre grosse statue di altrettante importanti figure legate alla città: Carlo III di Spagna, il monarca che ordinò la fondazione del pueblo nel 1780; Felipe de Neve, il governatore spagnolo della California spagnola che scelse il sito sul quale sarebbe sorto il pueblo ed il francescano Junípero Serra, fondatore a capo delle missioni nell'Alta California.
È presente inoltre una placca dedicata agli originali 44 coloni detti Los Pobladores che per primi si insediarono nel pueblo, mentre un'ulteriore placca ne elenca i nomi.

### ChiesaLa Placita
La chiesa parrocchiale che si trova nel Plaza Historic District, conosciuta come La Iglesia de Nuestra Señora la Reina de Los Ángeles venne fondata nel 1814. 
Venne tuttavia completata e dedicata solo nel 1822. 
La struttura presente è del 1861 ed è dichiarata sia Historic Cultural Monuments che California Historical Landmark.

### Olvera Street
Olvera Street, conosciuta per il suo mercato messicano, era in origine denominata Wine Street. 
La strada fu estesa nel 1877 prendendo il suo attuale nome in onore di Agustin Olvera prominente giudice locale.
Molti edifici storici del distretto come l'Avila Adobe e la Sepulveda House si trovano sull'Olvera Street.

### Avila Adobe
L'Avila Adobe venne costruita nel 1818 ed è la più vecchia residenza sopravvissuta a Los Angeles. 
Si trova nel paseo dell'Olvera Street e fu costruita da Francisco Avila, un ricco allevatore di bovini. 
I suoi muri sono spessi dal 2½ ai 3 piedi. 
Il commodoro Robert Stockton della marina militare la elesse come suo quartier generale temporaneo quando gli Stati Uniti nel 1846 occuparono la città.
L'edificio è iscritto al National Register of Historic Places (No. 145).

### Plaza Substation
La Plaza Substation era una Sottostazione elettrica parte del sistema di street car elettriche operate dalla Los Angeles Railway.
Fu completata nel 1904 e forniva l'elettricità per alimentare le street car gialle. 
Quando il sistema cessò l'edificio fu adibito ad altri usi.
L'edificio fa oggi parte del National Register of Historic Places.

### Old Plaza Firehouse
La Old Plaza Firehouse è la più vecchia caserma dei pompieri di Los Angeles. Costruita nel 1884, operò come caserma dei vigili fino al 1897. 
L'edificio è stato in seguito utilizzato per altri usi tra cui Saloon, negozio di sigari, sala biliardo e farmacia.
L'edificio è stato restaurato negli anni cinquanta. Dal 1960 è stato adibito a museo dei vigili del fuoco.

### Pico House
La Pico House era un hotel di lusso costruito nel 1870 da Pío Pico, uomo d'affari ed ultimo governatore della Alta California.
Dotato di impianto idraulico interno, lampadari a gas, una grande scala a doppia rampa, tende di pizzo e un ristorante francese, era l'hotel più elegante della California del Sud.
L'edificio è iscritto al National Register of Historic Places (No. 149).

### Merced Theater
Il Merced Theater fu completato nel 1870. 
Costruito in stile italianate era un teatro dal vivo dal 1871 al 1876.
Cessò di essere il teatro principale della città quando nel 1876 il Woods Opera House aprì nelle vicinanze.
Fu in seguito chiuso dalle autorità.

### Masonic Hall
La Masonic Hall venne costruita nel 1858 come Loggia 42 dei Free and Accepted Masons (in italiano Massoni Liberi ed Accettati). L'edificio era una struttura di mattoni dipinti con il simbolico "Occhio massonico" sotto il parapetto.
Nel 1868 i massoni si trasferirono in un quartiere più a sud e, in seguito l'edificio venne utilizzato per altri usi. 
È il più vecchio edificio a los Angeles a Sud della Plaza.

### Garnier Building
Il Garnier Building fu costruito nel 1890. 
L'edificio era parte della Chinatown originale della città. 
La porzione a sud fu demolita negli anni 1950 per far spazio alla Hollywood Freeway e oggi l'edificio ospita il Chinese American Museum.

### Sepulveda House
La Sepulveda House è un edificio vittoriano costruito nel 1887 in stile East Lake. 
La struttura originale includeva due negozi e tre abitazioni secondarie.

### Pelanconi House
Costruita nel decennio del 1850 la Pelanconi House è la casa in mattoni più antica di Los Angeles.
Nel 1924 fu convertita in un ristorante chiamato La Golondrina', il ristorante più vecchio sull'Olvera Street.

### Plaza Methodist Church
Costruita nel 1926 la Plaza Methodist Church si trova dove un tempo sorgeva un edificio in stile adobe di proprietà di Agustin Olvera da cui l'Olvera Street prende il nome.